# WKYC
WKYC est une station de télévision américaine située à Cleveland, dans l'État de l'Ohio appartenant à Tegna Inc. et est affiliée au réseau de télévision NBC. Ses studios sont situés sur les rives du Lac Érié, tandis que l'émetteur hertzien est à Parma (Ohio).

## Histoire
Elle commence ses émissions le 31 octobre 1948 sous le nom de WNBK.

## Télévision numérique terrestre
| Canal virtuel | Image | Ratio | Programmation                             |
| ------------- | ----- | ----- | ----------------------------------------- |
| 3.1           | 1080i | 16:9  | Programmation principale WKYC-TV / NBC HD |
| 3.2           | 480i  | 16:9  | Justice Network (en)                      |
| 3.3           | 480i  | 16:9  | Cozi TV                                   |
| 3.4           | 480i  | 16:9  | Quest (en)                                |